# Offenbach-Carl-Ulrich-Siedlung
Carl-Ulrich-Siedlung er en bydel i Offenbach am Main. I juni 2020 havde Carl-Ulrich-Siedlung omkring 3.700 indbyggere.
50°04′56″N 8°46′18″Ø / 50.0822°N 8.7716°Ø